# Glühkerze

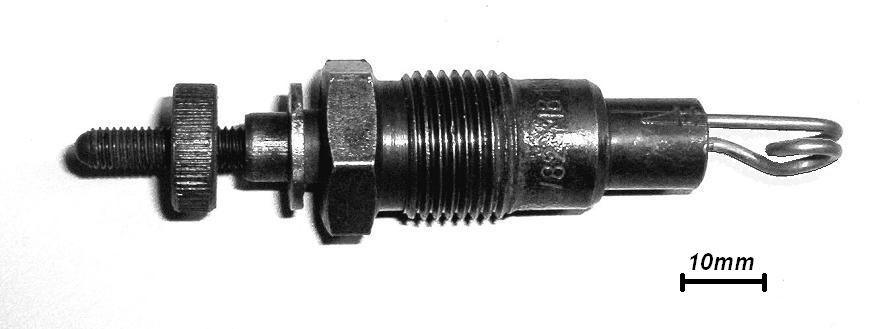
Glühkerze eines Dieselmotors (ca. 1982); rechts die Heizwendel, die in den Zylinderraum ragt, links der Stromanschluss (Gewindebolzen)

Eine Glühkerze ist ein elektrisches Heizelement im Brennraum von Verbrennungsmotoren und Heizungen. Die Glühkerze wird nur kurzzeitig beim Start elektrisch beheizt.
Glühkerzen werden verwendet als:
- Kaltstarthilfe für Dieselmotoren
- Zündvorrichtung beim Betrieb von Glühzündermotoren (typisch: Modellbaumotoren)
- Zündvorrichtung beim Start von mit Öl bzw. Kerosin betriebenen Gasturbinen und Ölheizungen
- Startvorrichtung zum Verdampfen und Zünden von flüssigem Brennstoff in Standheizungen

## Glühkerze als Kaltstarthilfe für Dieselmotoren
Der beim kalten Dieselmotor in den Brennraum eingespritzte Dieselkraftstoff entzündet sich erst ab einer bestimmten Temperatur (und Druck) von selbst.
Temperatur

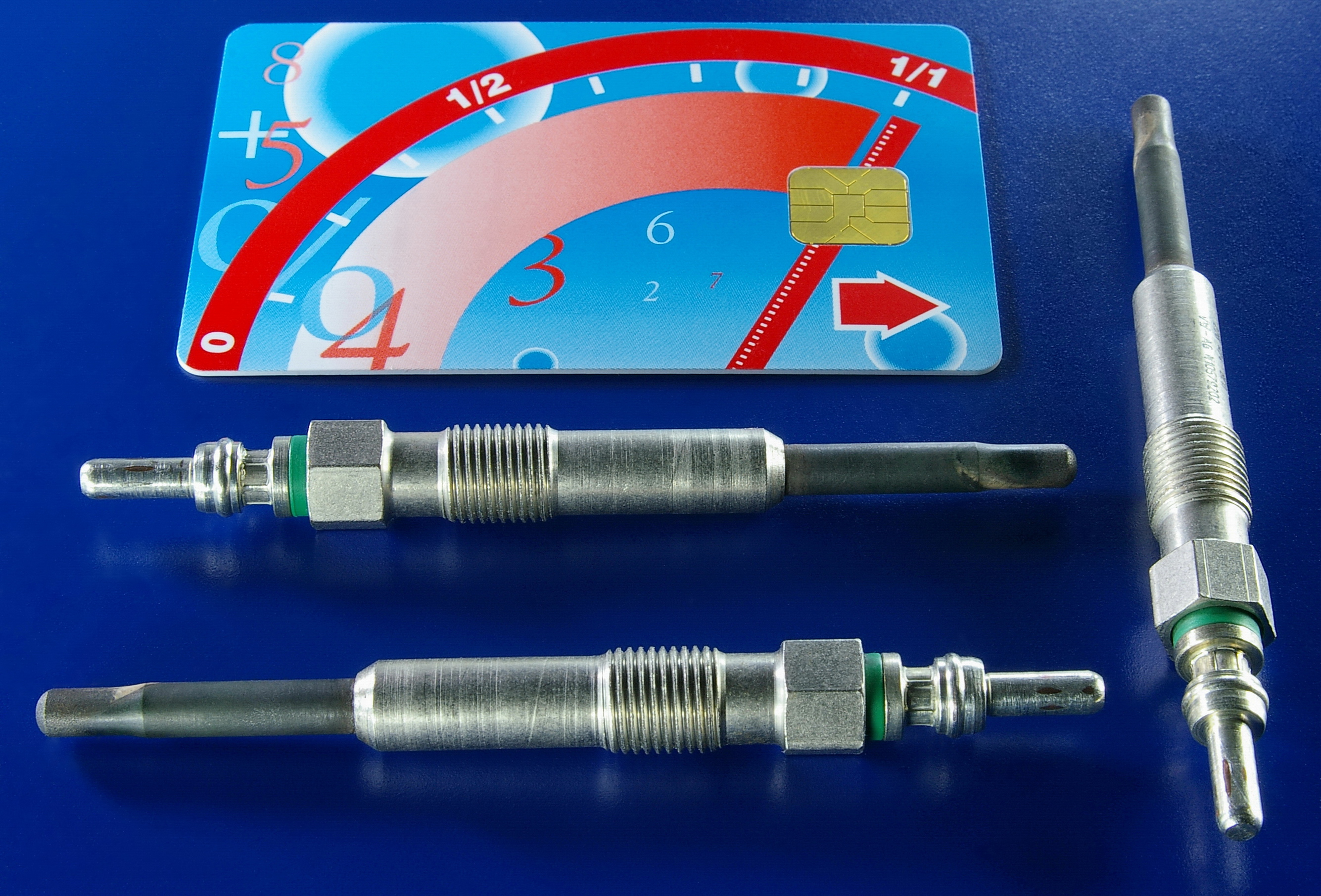
Glühkerzen für einen direkteinspritzenden Dieselmotor mit Chipkarte als Größenvergleich

Der Start eines kalten Motors ist ohne Glühkerzenunterstützung bei Direkteinspritzung über −10 °C Lufttemperatur, bei Wirbelkammereinspritzung über +30 °C und bei Vorkammereinspritzung erst ab über ca. +60 °C möglich.
Besonders Kammermotoren haben eine große für den Wärmefluss wirksame Oberfläche. Die Wände des Brennraums (Zylinderwände, Kolbenboden) sind noch kalt und haben eine (durch die Masse) hohe Wärmekapazität (Eisenwerkstoff). Demgegenüber ist beim Start durch den elektrischen Startermotor die Kolbengeschwindigkeit gering, die erzeugte Kompressionswärme der komprimierten Luft geht aufgrund hoher Wärmekapazität und Wärmeleitfähigkeit zu schnell an die Zylinderwände und den Kolbenboden verloren.
Druck
Zudem hat der kalte Motor höhere blow-by-Verluste. Das heißt, die komprimierte Luft kann an den Kolbenringen vorbei aus dem Brennraum entweichen, so dass der Kompressionsenddruck und damit die Verdichtungsendtemperatur geringer ausfallen. Durch die niedrigere Kolbengeschwindigkeit beim Anlassen erhöhen sich die blow-by-Verluste weiter.
Kraftstoffqualität
Glühkerzen unterstützen auch bei unterschiedlichen Kraftstoffqualitäten, insbesondere wenn ein Vielstoffmotor zündunwillige Kraftstoffe verbrennen soll.
Aus diesen Gründen wird ein elektrisch beheizbarer Glühstift (Glühkerze, Glühstiftkerze) in den Brennraum eingesetzt, der in der Startphase vorgeheizt wird (Bestandteil der Vorglühanlage). Der Strom beträgt ca. 20–40 Ampere pro Zylinder, die zusätzlich zum Anlasser die Starterbatterie belasten. Nach dem Start heizt die Glühkerze zur Verringerung von Schadstoffen im Abgas durch unverbrannte Kohlenwasserstoffe noch einige Zeit weiter.
Die technische Entwicklung hat die Zeitdauer des Aufheizens der Glühstifte von einigen Minuten (in Automagazinen scherzhaft als „Rudolf-Diesel-Gedenkminute“ bekannt geworden) auf wenige Sekunden reduziert.
Die Temperatur des Glühschaftes von Metall-Glühkerzen erreicht dabei bis ca. 1.000 °C, die von Keramik-Glühkerzen bis zu 1.300 °C.
Bei Direkteinspritzern ist wegen des kompakten Brennraumes ein vorbereitendes Glühen höchstens bei winterlichen Außentemperaturen nötig. Hier wird während des Kaltlaufs die Glühkerze gelegentlich zugeschaltet, um in dieser Phase eine geräusch- und emissionsärmere Verbrennung zu erreichen.
Die elektrische Kontaktierung erfolgt über einen Gewindebolzen und über das Einschraubgewinde.

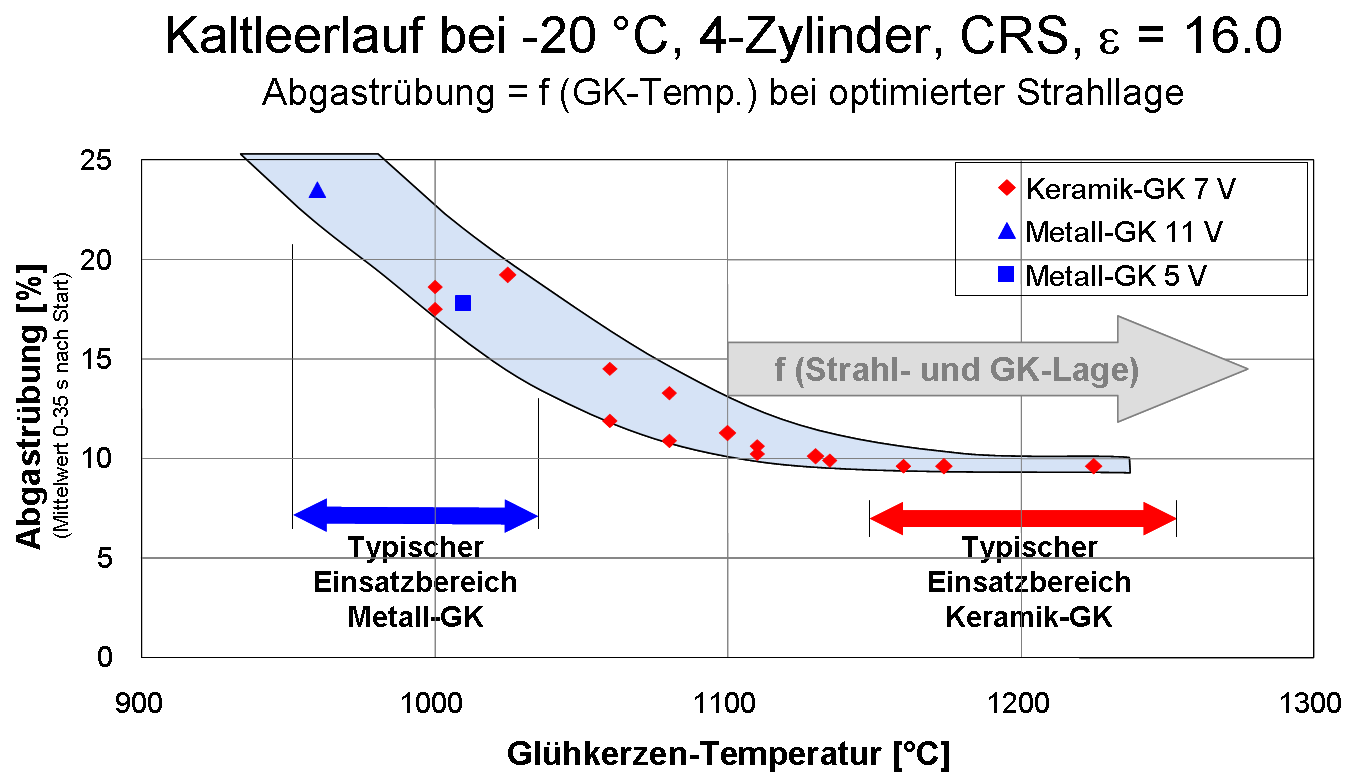
Einsatzbereich metallischer und keramischer Glühkerzen

In nebenstehendem Diagramm ist für einen modernen direkteinspritzenden Dieselmotor der Zusammenhang zwischen Glühkerzen-Glühtemperatur und der sogenannten Abgastrübung (sichtbarer Rauch) bei optimierter Einspritzstrahl- und Glühkerzenlage dargestellt. Es zeigt sich, dass nur mit sehr hohen Glühtemperaturen oberhalb 1.150 °C eine maximale Reduzierung der Abgastrübung beim Kaltstart und Kaltleerlauf erreicht werden kann.

### Metallische Glühkerzen
Eine metallische Glühkerze besteht aus einer Wendel, die mit einem Isolationspulver (Magnesiumoxid) in ein Stahlrohr eingepresst ist. Die Wendel selbst besteht aus zwei Teilen – der Glühwendel in der Spitze und der Regelwendel im hinteren Teil. Die Glühwendel besteht aus einem hochlegierten Stahl mit temperaturunabhängigem Widerstand, die Regelwendel hat dagegen einen mit der Temperatur ansteigenden Widerstand. Damit ergibt sich bei kalter Kerze ein schnelles Aufheizen besonders an der Spitze und eine Abregelung, sobald auch der Bereich der Regelwendel erwärmt ist.
Metall-Glühkerzen gibt es in zwei Ausführungen: Bordspannungsglühkerzen mit einer Betriebsspannung von 11 Volt und sogenannte Niederspannungs-Glühkerzen mit einer Betriebsspannung kleiner als 11 Volt. Mit Bordspannungs-Glühkerzen waren 2006 Aufheizzeiten von ca. 6 Sekunden auf 850 °C möglich.
Eine noch kürzere Aufheizzeit ist mit Niederspannungs-Glühkerzen möglich. Beim Aufheizen können diese Glühkerzen mit einer Spannung oberhalb ihrer Betriebsspannung angesteuert werden. Die nach Erhitzen abgesenkte Spannung wird mit einem elektronischen Glühzeitsteuergerät durch Pulsweitenmodulation aus der Bordspannung erzeugt. Damit sind Aufheizzeiten von 3 s auf 1000 °C erreichbar.

### Keramische Glühkerzen

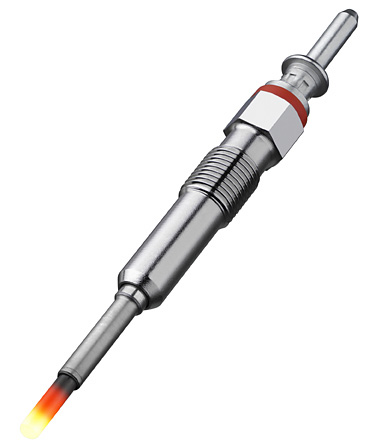
Werbegrafik einer keramischen Glühkerze

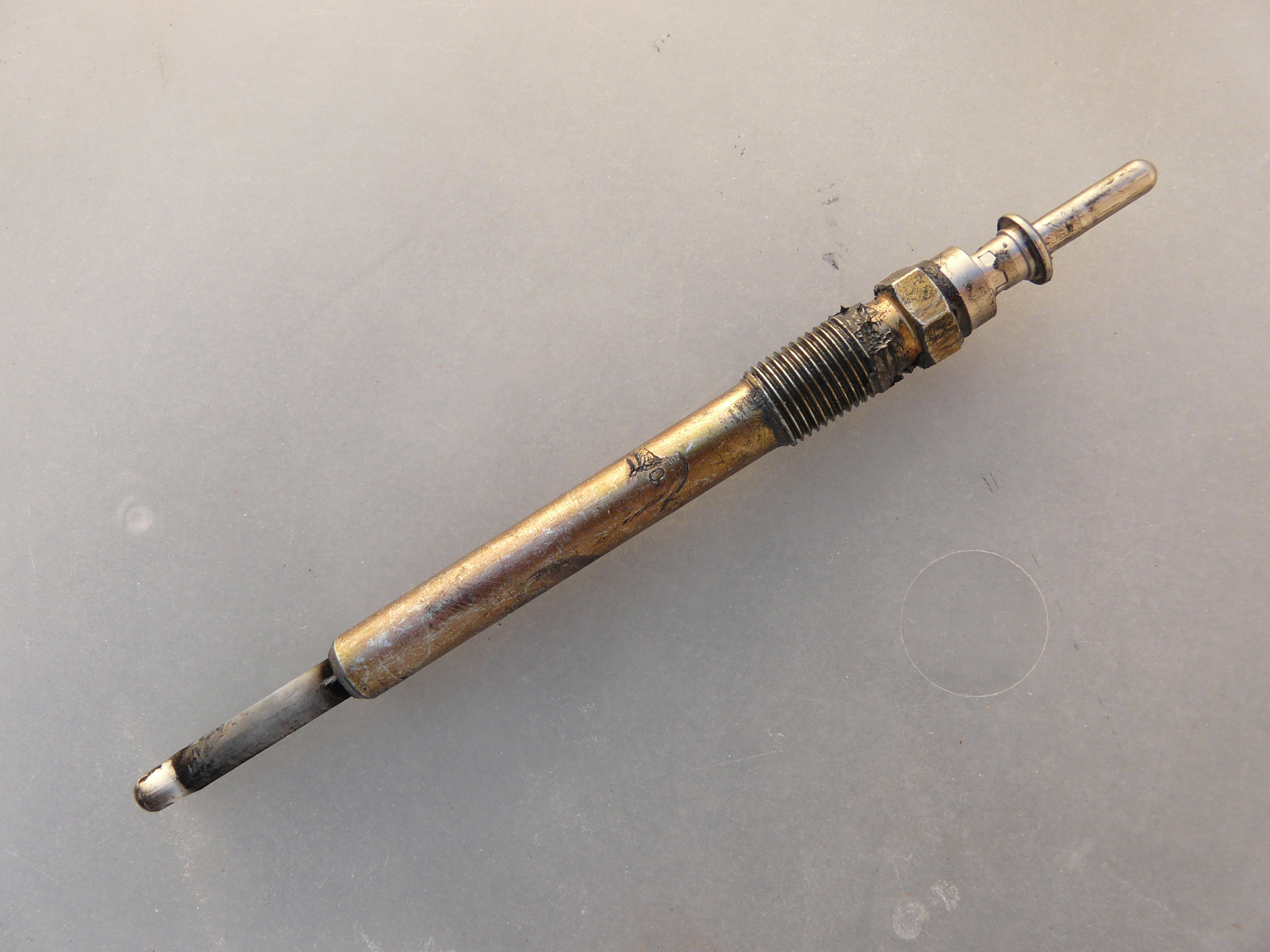
Gebrauchte keramische Glühkerze

Für die Kombination von hoher Thermoschock- und Heißgaskorrosionsbelastung sind Glühkerzen mit Siliciumnitrid-Keramik-ummantelten Heizleitern entwickelt worden.
Moderne PKW-Motoren mit niedrigem Verdichtungsverhältnis erfordern darüber hinaus Glühkerzen, die maximale Temperaturen von bis zu 1.300 °C und lange Glühzeiten ohne Alterung bei über 1.150 °C möglich machen. Der Wunsch nach ottomotorähnlichem Sofortstart auch bei sehr tiefen Temperaturen macht Aufheizgeschwindigkeiten von bis zu 600 K/s notwendig. Dies ist mit keramischen NHTC(New High Temperature Ceramic)-Glühkerzen möglich.
Der wesentliche Vorteil keramischer Glühkerzen ist, dass das bei metallischen Glühkerzen oft zu beobachtende Absinken der Glühtemperatur durch Alterung und die dadurch verursachte allmähliche Verschlechterung des Kaltstart- und Kaltlaufverhaltens kaum auftritt. Selbst bei konstant sehr hohen Glühtemperaturen von 1.200 °C verringert sich die Glühtemperatur nach 3.000 Betriebsstunden typischerweise um weniger als 50 K.

#### SRC-Glühkerze
Die Ummantelung der Metallwendeln einer SRC(Self Regulated Ceramic)-Glühkerze wird durch Einsintern erreicht, das heißt, die Wendel wird umpresst und dann wird der Pressling samt Wendel zur Keramik gesintert (gebrannt). Wie bei metallischen Glühkerzen ist eine Heiz- und eine Regelwendel vorhanden. Das Heizelement ist gasdicht in ein Metallgehäuse eingepresst. Durch die Anpassung des Heizwiderstandes gibt es auch hier 11-Volt- und Niederspannungsvarianten mit und ohne Regelwendel. Die Ansteuerung keramischer Glühkerzen über das Glühzeitsteuergerät erfolgt analog zu metallischen Glühkerzen.

#### NHTC-Glühkerze
NHTC-Glühkerzen haben einen nichtmetallischen Heizleiter, sie sind also vollkeramisch. Sie erreichen die höchsten Aufheizraten und Endtemperaturen und können bis 10 min lang bei 1200 °C zum Zwischenglühen (Schubbetrieb) und zum Ausbrennen des Partikelfilters eingesetzt werden. Die Herstellung erfolgt durch gemeinsames Sintern eines Grünlinges aus den verschiedenen Funktionskeramik-Rohstoffen (leitfähige Keramik, PTC-Keramik, isolierende Keramik).

### PSG-Glühkerzen
In vielen Dieselfahrzeugen werden inzwischen Glühkerzen mit Drucksensor eingesetzt. Sie werden, nach ihrer englischen Bezeichnung Pressure Sensor Glow Plug, PSG-Glühkerzen genannt. Sie messen mit einem piezoresistiven Sensor den Druck im Brennraum und übermitteln ihn, elektronisch aufbereitet, an die Motorsteuerung, die dadurch die Menge des eingespritzten Kraftstoffs, den Ladedruck, den Zündzeitpunkt und die Abgasrückführungsrate optimieren kann.

## Glühkerze als Entflammungsvorrichtung des Glühzündermotors
Glühzündermotoren sind Verbrennungsmotoren ohne gesteuerte Hochspannungszündung durch Funkenüberschlag.

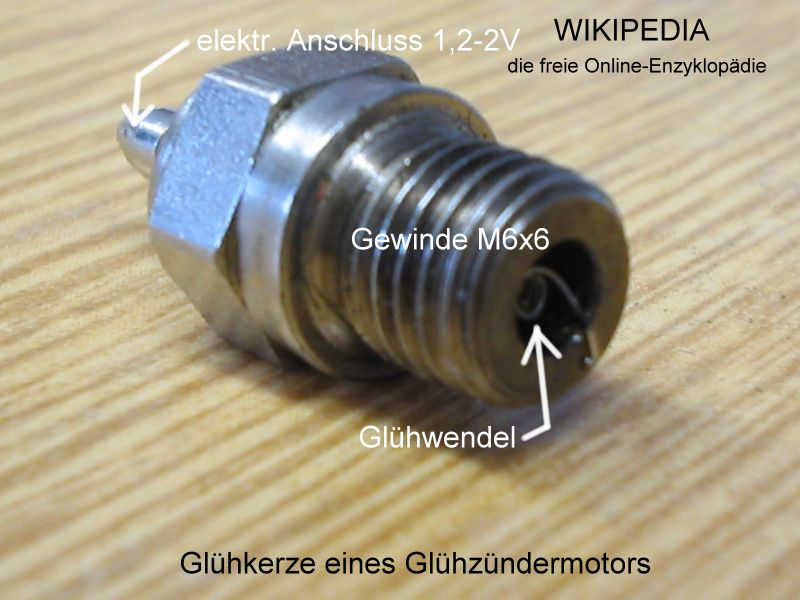
Glühkerze für einen Glühzündermotor, z. B. einen Modellbaumotor

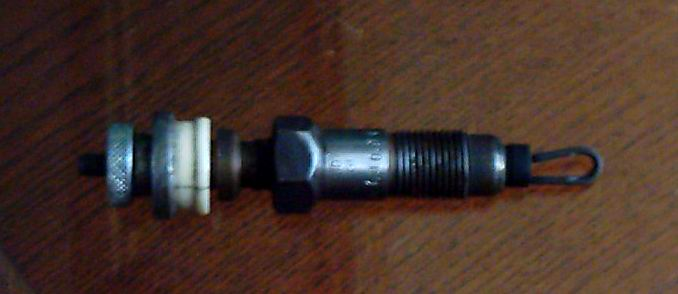
Älteres Modell aus einem PKW-Dieselmotor mit Vorkammer

Anstatt dieser ist eine Glühkerze mit einer permanent rotglühenden Drahtwendel montiert, die durch Bedampfung hauchdünn mit einem Katalysatormaterial (meist einer Platin-Iridium-Legierung) beschichtet ist. Dadurch wird die Entflammung des Kraftstoff-Luft-Gemisches sichergestellt. Zum Starten des Motors wird die Drahtwendel mit elektrischem Strom beaufschlagt und zum Glühen gebracht. Nach kurzer Betriebszeit kann die Stromversorgung abgeschaltet werden, da die Glühkerze nun durch die Verbrennungswärme weiterglüht.
Der Zündzeitpunkt (Zeitpunkt der Entflammung des Gemisches) wird durch den Wärmewert der Glühkerze, die Verdichtung des Motors sowie durch das Kraftstoff-Gemisch bestimmt.

Wesentlich ist auch die Oktanzahl des Kraftstoffes.
Typische Gewindemaße im Bereich kommerzieller statischer und Kfz-Motoren: 1/4" × 32, zölliges Gewinde; max. 6 mm lang

## Glühkerze in Gasturbinen und Ölheizungen
Entflammungsvorrichtungen an mit Öl oder Kerosin betriebenen Gasturbinen sowie Ölheizungen benötigen keine katalytische Beschichtung, da die Entflammungstemperatur auch ohne diese gering genug ist.

## Hersteller
- BorgWarner Beru Systems GmbH, Ludwigsburg
- Robert Bosch GmbH
- NGK Spark Plug